# Municipio de Albino Zertuche
El municipio de Albino Zertuche es uno de los 217 municipios que constituyen el estado mexicano de Puebla. Fue establecido el 1 de octubre de 1900 y nombrado en honor al general republicano Albino Zertuche Garza. Su cabecera es la localidad de Acaxtlahuacán de Albino Zertuche.

## Geografía
El municipio abarca 79.51 km² y se encuentra a una altitud promedio de 1280 m s. n. m., oscilando entre 900 m s. n. m. y 1800 m s. n. m. Colinda al norte con el municipio de Ixcamilpa de Guerrero, el municipio de Xicotlán y el municipio de Tulcingo; al oeste con Ixcamilpa de guerrero; al este y al sur con el Estado de Guerrero.

### Hidrografía
El 93% del municipio se encuentra en la subcuenca del río Atoyac-Tehuitzingol, dentro de la cuenca del río Atoyac, y el 7 % restante en la subcuenca del río Salado, parte de la cuenca del río Tlaeneco. La totalidad de la demarcación pertenece a la región hidrológica del Balsas. Albino Zertuche no cuenta con ríos, solo con algunos arroyos intermitentes.

### Clima
El clima del municipio es semiseco muy cálido y cálido en el 92% de su territorio y semicálido subhúmedo con lluvias en verano en el 8% restante. El rango de temperatura promedio es de 19 a 25 grados celcius y el rango de precipitación media anual es de 700 a 900 mm.

## Demografía
De acuerdo al último censo, realizado por el INEGI en 2010, en el municipio habitan 1770 personas, dotándolo de una densidad de población aproximada de 22 personas por kilómetro cuadrado.

### Localidades
En el municipio existen cinco localidades, de las cuales la más poblada es la cabecera, Acaxtlahuacán de Albino Zertuche.
| Código INEGI | Localidad                                     | Población (2010) | Altitud (m s. n. m.) | Categoría  |
| ------------ | --------------------------------------------- | ---------------- | -------------------- | ---------- |
| 210110001    | Acaxtlahuacán de Albino Zertuche              | 1707             | 1274                 | Pueblo     |
| 210110002    | Xochicontla                                   | 40               | 1487                 | Indefinida |
| 210110003    | Axtitlán                                      | 10               | 1291                 | Indefinida |
| 210110004    | Acaxtlahuacán de Albino Zertuche (San Miguel) | 11               | 1299                 | Indefinida |
| 210110005    | Santa Cruz                                    | 2                | 1285                 | Indefinida |

## Política
El ayuntamiento de Albino Zertuche cuenta con seis regidores, un síndico y una presidenta municipal, cargo que desempeña Gabriela Mendez Garcia para el periodo.